# Matjaševci
Matjaševci (madžarsko Szentmátyás) so razloženo obmejno naselje v Občini Kuzma. 

## Zgodovina
Vas se prvič omenja leta 1387 kot Mathyasfalua, takrat del gospostva Dobra, današnjega Neuhaus am Klausenbach na južnem Gradiščanskem. Takratno ime Mathyasowcz je bilo prvič dokumentirano leta 1499. Krajevni imeni Mattyásocz in Mattyasovcz sta zapisana v protokolu škofije Győr za leto 1698.
Leta 1890 se je vas uradno imenovala Szentmátyás in je imela 340 prebivalcev, od tega se jih je 321 opredelilo za Slovence, 18 za Nemce in en kot Madžar. Kraj je spadal v okrožje Szentgotthárd Eisenburške županije (danes Vas).
S Trianonsko pogodbo se je vas končno priključila Kraljevini SHS. V dokumentih in v časopisju lahko najdemo, da se je ta vas tistega časa imenovala Matjašovci. Za kraj, ki se zdaj uradno imenuje Matjaševci, so bili v ljudskem štetju 31. januarja 1921 zbrani naslednji podatki: 254 Slovencev, 98 Nemcev in 11 Madžarov;  Od teh 363 prebivalcev jih je bilo 350 katoliške in 13 protestantske vere.
Med popisom leta 1931 je bilo preštetih 342 prebivalcev, leta 1961 jih je bilo še 300, za leto 1971 pa so znani naslednji podatki: 287 prebivalcev, 63 hiš, 65 gospodinjstev in 260 vaščanov, ki živijo izključno od kmetijskih dohodkov.

## Znamenite osebnosti
- Ana Jud